# Docetaksel
Docetaksel (łac. Docetaxolum) – organiczny związek chemiczny stosowany jako lek przeciwnowotworowy. Jest otrzymywany z igieł cisu pospolitego. Zatrzymuje komórki na granicy meta- i anafazy, prowadzi do ich śmierci, hamuje rozpad białek tubuliny i łączy je w trwałe mikrotubule.

## Wskazania
- rak piersi
- rak płuca
- rak gruczołu krokowego
- rak płaskonabłonkowy głowy i szyi
- gruczolak żołądka

## Przeciwwskazania
- nadwrażliwość na lek
- zbyt mała liczba białych krwinek
- ciężka niewydolność wątroby

## Działania niepożądane
- neutropenia
- zahamowanie czynności szpiku kostnego
- zmiany w obrazie krwi
- duszność
- obniżenie ciśnienia tętniczego
- zaburzenia rytmu serca
- skórne reakcje alergiczne
- nudności
- wymioty
- biegunka
- osłabienie
- gorączka polekowa
- dreszcze
- wyłysienie
- zaburzenia czynności wątroby i dróg żółciowych
- zapalenie jamy ustnej
- zapalenie jelit

W celu ograniczenia niektórych działań ubocznych przed podaniem leku choremu podaje się kortykosteroidy (najczęściej deksametazon) i kontynuuje podawanie w dzień następny po podaniu. Wymioty pozwala opanować ondansetron, supresję szpiku łagodzi czynnik stymulujący tworzenie kolonii granulocytów.

## Preparaty
- Taxotere – koncentrat do wlewu dożylnego 0,4 g/ml